# 八木澤龍翔
八木澤 龍翔（やぎさわ りゅうと、2000年11月12日 - ）は、ジャパンラグビーリーグワン静岡ブルーレヴズに所属するラグビー選手。

## プロフィール
- 栃木県出身。
- ポジションはロック(LO)。
- 身長 188 cm、体重 110 kg
- U20日本代表候補に選ばれたことがある[1]。

## 来歴
小学4年生からラグビーを始めた。
2019年、流経大柏高校卒業後、筑波大学に入学。なお流経大柏高校時代、高校日本代表候補に選ばれたことがある。
2022年、筑波大学ラグビー部の副将に就任。
2023年1月、アーリーエントリーで静岡ブルーレヴズに加入。同年3月、筑波大学卒業。同年12月9日に行われたJAPAN RUGBY LEAGUE ONE第1節東芝ブレイブルーパス東京戦にて途中出場でリーグワン公式戦初出場を果たした。